# 風林火山

風林火山の旗

風林火山（ふうりんかざん）は、甲斐の戦国大名・武田信玄の旗指物（軍旗）に記されたとされている「疾如風、徐如林、侵掠如火、不動如山」の通称である。古くは「孫子四如の旗」と呼ばれた。雲峰寺に日の丸の御旗、諏訪神号旗とともに現存するものが有名。

## 孫子の兵法
好戦的と誤解されることが多いが、『孫子の兵法』の序文は「兵は詭道なり」という言葉で始まり、「可能であるなら外交によって戦争を回避すべき」という教えである。
風林火山の原文の出典は『孫子の兵法・軍争篇』の一節、風林火山の後にも続きがあり、全文は以下である。
| 「 | 故其疾如風、其徐如林、侵掠如火、不動如山、難知如陰、動如雷霆、掠郷分衆、廓地分利、懸權而動。 | 」 |

故に、
其疾如風：　其の疾きこと風の如く、
其徐如林：　其の徐かなること林の如く、
侵掠如火：　侵掠すること火の如く、
不動如山：　動かざること山の如し、
難知如陰：　知り難きこと陰の如く、
動如雷霆：　動くこと雷霆の如し、
掠郷分衆：　郷を掠めて衆を分かち、
廓地分利：　地を廓めて利を分かち、
懸權而動：　権を懸けて而して動く。
「風林火山」は、いざ戦争となった場合の動きを示すための言葉であり、動くべき時には風のように迅速に、動くべきでない平常時には林のように静観し、いざ行動を起こすときには烈火の如く侵攻し、守るべき時には山のようにどっしりと構えるよう、状況に応じて柔軟に対応するように……との戒めである。
転じて、「物事の対処の仕方」において、時機や情勢などに応じた適切な動き方を意味する熟語となっている。現代においては、ビジネスの経営者の間でも使われる場合がある。
孫氏の教えの要は序文の「兵は詭道なり」であり、「人は城、人は石垣、人は堀、情けは味方、仇は敵なり」という武田信玄の外交・調略を多く用いた方針を表している。
『孫氏の兵法』がヨーロッパに紹介されたのは、抄録が18世紀にナポレオン・ボナパルトが愛読したと言われ、20世紀に漢文⇒日本語⇒英語と全訳が翻訳されたため、日本を介してヨーロッパに紹介された。
このため、20世紀の軍学で『孫氏の兵法』が流行した。それに伴い武田信玄がヨーロッパで有名になる土壌があった。その後、黒澤明の日本映画「影武者」によって有名となったため、風林火山は武田信玄の旗として認識されることがある。

## 武田信玄の孫子の旗（はた）
この文句の初出は武田晴信（信玄）が快川紹喜に書かせたという軍旗に由来する。この旗がいつ作られたのかは確かな記録がなく良くわかっていないが、『甲陽軍鑑』には永禄4年(1561年)から使用を始めていると書かれている。甲州市・雲峰寺、武田神社など数旗の現存が確認されており、特に雲峰寺のものが著名である。

## 諏訪神号旗
武田信玄は信仰する諏訪明神の加護を信じて「南無諏方南宮法性上下大明神」を本陣旗としたため、映像作品では風林火山の旗と同時に出てくることが多い。

## 北畠氏が用いていたとする説
武田信玄が風林火山の旗を用いたのは、北畠氏が中国の兵法書の『六韜』の軍学を奉じていたのに対抗するためと言われることが多い。
軍学者の兵頭二十八は、「当時の戦国武将の間では、兵法書といえば越前朝倉氏などが講義を受けていた『六韜』『三略』以外は知られていなかった。そこで信玄は、自分たちは孫子を知っているということを誇示し、敵を恐れさせるために孫子の旗を作ったのだろう」と述べているが、これも憶測の域を出ていない。
インターネット上では、大阪阿部野神社蔵の伝・北畠顕家の旗に、「疾如風、徐如林、侵掠如火、不動如山」という文言があるといい、信玄は北畠顕家の旗を元に「孫子の旗」を作ったという説がある。

## 風林火山の呼称について
この旗の調査を行った戦国史研究者の鈴木眞哉が、学者の説をまとめているが、
- 旗指物の研究を行った高橋賢一は、「風林火山」という語句は文献に全く記載なく、現代の創作だと考えている。鈴木も井上靖の歴史小説『風林火山』が最初ではないかと考えている。
- 古くは、孫子の旗もしくは孫子四如の旗としか書かれていない。江戸時代の記録にも、武田信玄の軍旗としか記載がない。
- 旗の形状にも諸説があり、実際にどんなものであったか、江戸時代の軍学者の間でも問題になっていた。
- なぜ孫子からこの部分が引用されたのかも分からない。孫子の原文の一部が切り取られている理由も不明[4]。